# 里奥雷亚
里奥雷亚是巴西巴伊亚州的一个市镇。总面积676平方公里，总人口36691人，人口密度54.3人/平方公里。